# Vettius Cornificius Gordianus
Pour les articles homonymes, voir Gordianus.
 (juin 2016).
Vettius Cornificius Gordianus (fl. 275) était un homme politique de l'Empire romain.

## Vie
Il fut consul suffect en juillet 275.